# 27492 Susanduncan
27492 Susanduncan este un asteroid din centura principală de asteroizi.

## Descriere
27492 Susanduncan este un asteroid din centura principală de asteroizi. A fost descoperit pe 7 aprilie 2000 la Socorro, New Mexico, în cadrul proiectului LINEAR. Asteroidul prezintă o orbită caracterizată de o semiaxă mare de 2,53 ua, o excentricitate de 0,09 și o înclinație de 3,1° în raport cu ecliptica.